# إدموند بيرك وود
إدموند بيرك وود هو قاضي وسياسي كندي، ولد في 13 فبراير 1820 في فورت إيري في كندا، وتوفي في 7 أكتوبر 1882 في وينيبيغ في كندا. حزبياً، نشط في حزب أونتاريو المحافظ التقدمي والحزب الليبرالي الكندي. وقد انتخب عضو برلمان مقاطعة أونتاريو وانتخب عضو مجلس العموم الكندي.